# Titanio orphnolyca
Titanio orphnolyca là một loài bướm đêm trong họ Crambidae.